# Bundesvision Song Contest 2007
De Bundesvision Song Contest 2007 vond plaats in Berlijn, nadat Seeed het festival het voorgaande jaar wonnen met Ding. Winnaar dit jaar werd Nedersaksen. Oomph! feat. Marta Jandová wist met het nummer Träumst du? Nedersaksen zijn eerste overwinning te schenken in de geschiedenis van het festival.

## Uitslag
| Plaats | Staat                     | Taal            | Artiest                            | Lied                  | Punten |
| ------ | ------------------------- | --------------- | ---------------------------------- | --------------------- | ------ |
| 1      | Nedersaksen               | Duits           | Oomph! feat. Marta Jandová         | Träumst du?           | 147    |
| 2      | Hamburg                   | Duits           | Jan Delay                          | Feuer                 | 138    |
| 3      | Sleeswijk-Holstein        | Duits           | Kim Frank                          | Lara                  | 101    |
| 4      | Berlijn                   | Duits           | MIA.                               | Zirkus                | 96     |
| 5      | Noordrijn-Westfalen       | Duits           | Pohlmann                           | Mädchen und Rabauken  | 95     |
| 6      | Thüringen                 | Duits en Engels | Northern Lite feat. Chapeau Claque | Enemy                 | 88     |
| 7      | Hessen                    | Duits en Engels | D-Flame                            | Mom song              | 67     |
| 8      | Saksen-Anhalt             | Duits           | Jenna + Ron                        | Jung und willig       | 56     |
| 9      | Beieren                   | Duits           | Anajo & Suzie Kerstgens            | Wenn du nur wüsstest  | 33     |
| 10     | Baden-Württemberg         | Duits           | Tele                               | Mario                 | 23     |
| 11     | Bremen                    | Duits           | Lea Finn                           | Ich weiß und du weißt | 20     |
| 12     | Saarland                  | Duits           | B-Stinged Butterfly                | Liebe                 | 17     |
| 13     | Mecklenburg-Voor-Pommeren | Duits           | Melotron                           | Das Herz              | 13     |
| 13     | Saksen                    | Duits           | Manja                              | Es ist die Liebe      | 13     |
| 15     | Brandenburg               | Duits           | Beatplanet                         | Dreh dich um und geh  | 11     |
| 16     | Rijnland-Palts            | Duits en Engels | Kalle feat. MARS Allstars          | Aber nice             | 10     |

## Terugkerende artiesten
| Deelstaat   | Artiest         | Eerdere deelname                                |
| ----------- | --------------- | ----------------------------------------------- |
| Beieren     | Suzie Kerstgens | Saarland 2005 (deel van Klee)                   |
| Nedersaksen | Marta Jandová   | Baden-Württemberg 2005 (samen met Apocalyptica) |

2005 · 2006 · 2007 · 2008 · 2009 · 2010 · 2011 · 2012 · 2013 · 2014 · 2015
Baden-Württemberg · Beieren · Berlijn · Brandenburg · Bremen · Hamburg · Hessen · Mecklenburg-Voor-Pommeren · Nedersaksen · Noordrijn-Westfalen · Rijnland-Palts · Saarland · Saksen · Saksen-Anhalt · Sleeswijk-Holstein · Thüringen